# 佐伯市立蒲江翔南小学校
佐伯市立蒲江翔南小学校（さいきしりつ かまえしょうなんしょうがっこう）は、大分県佐伯市蒲江にある公立の小学校である。佐伯市立蒲江翔南中学校とともに、施設一体型小中一貫校の蒲江翔南学園を構成する。

## 沿革
旧南海部郡蒲江町内の以下の6小学校・1分校を統合して、2017年（平成29年）4月1日に開校した。
- 佐伯市立名護屋小学校
- 佐伯市立名護屋小学校森崎分校
- 佐伯市立蒲江小学校
- 佐伯市立河内小学校
- 佐伯市立西浦小学校
- 佐伯市立楠本小学校
- 佐伯市立上入津小学校

以下の分校を有するが、2004年より休校中である。
- 佐伯市立蒲江翔南小学校深島分校[3]

## 施設
従来の蒲江翔南中学校の校地内に、職員室、図書室、音楽室等が入る管理・特別教室棟、1-6年生の普通教室棟、体育館、プールを新たに建設している。

## 通学区域
- 佐伯市
  - 旧蒲江町全域

児童の通学のために5台のスクールバスを運行している。